# NGC 5370
NGC 5370 (другие обозначения — UGC 8832, MCG 10-20-44, ZWG 295.22, PGC 49408) — линзообразная галактика (SB0) в созвездии Большая Медведица.
Этот объект входит в число перечисленных в оригинальной редакции «Нового общего каталога».
В галактике вспыхнула сверхновая SN 2010B типа Ia, её пиковая видимая звездная величина составила 14,1.